# Kill The Crows
『Kill The Crows』は、韓国のゲーム開発スタジオ5minlabが開発し2023年8月21日に発売されたアクションシューティングゲーム。

## 概要
歪んだ西部開拓時代の世界を舞台に、ガンファイターのイザベラが、カラスを崇拝する狂信者たちを相手に銃撃戦を繰り広げる作品。イサベラはある廃村を訪れた際に狂信者たちの襲撃を受け、多勢に無勢の状況下で応戦しながら狂信者の殲滅を目指すことになる。
本作は、敵もイザベラも一撃で死ぬというゲームシステムが特徴で、爽快感と緊張感のある戦いが展開される。また、ステージは1つのみで、ミスしなければ10分程度でクリアできるというミニマルな内容となっている。
日本のNintendo Switch版は発売後に一時的に配信が停止され、のちに再開された。配信停止前のIARCレーティングは7+（7歳以上対象）だったが、再開後は16+（16歳以上対象）に変更されている。

## システム
ゲーム画面は見下ろし視点で、キャラクターの移動と照準の移動を別々に行うツインスティックシューターのシステムとなっている。イザベラに向けて次々と近づいてくる敵を倒していき100体撃破するとボス敵が登場するというのが1つのフェーズとなっており、ボスを撃破すると次のフェーズに移る。ライフの要素はなく、敵の攻撃を受けると即ゲームオーバーとなる。
攻撃に使用する銃は装弾数が決まっており、弾を使い切るとリロード完了までに一定時間を要する。ゲームプレイ中に既定の撃破数や命中率などの目標を達成すると他の武器が手に入り選択できるようになる。また、敵を倒すごとに画面下のゲージが溜まっていき、満タンになったゲージを消費すると特殊能力の「ショーダウン」が発動可能となる。発動中には周りの動きがスローモーションになり、複数の敵をロックオンして一度に倒すことができる。

## 開発
本作の制作は、2022年夏に行われた5minlab社内のアイデア提案会議で「Project Gunslinger」という名称で紹介された企画がベースとなっている。この時の企画内容は、西部劇の銃撃戦をアクションアドベンチャーゲームの枠組みで表現するというもので、同ジャンルのゲーム『Hollow Knight』のような規模感を検討していたが、プロデューサーのオム・テユンが当時まだ経験が浅かったことなどから実現が困難と判断し保留となった。その後、新規プロジェクトを立ち上げる機会が訪れた際、迅速なリリースを目指すべく、以前の企画の核となるゲームシステム部分に重点を置いた本作の開発を開始、3人のチームで6か月で完成させるという目標の下で開発が進められ、結果的に7か月で完成した。
5minlabが本作以前にリリースした『スマッシュレジェンド』と『絢華紅華:記憶のかけら』は既存の童話・民話をモチーフにしているが、本作はオリジナルの物語で、情報公開時には過去作のプレイヤーから意外性を持って受け止められた。オムは、人気の童話をゲームにするのは魅力的な戦略と考えつつも独自の物語を作りたいという願望を抱いていたと語っている。
本作の荒涼とした西部劇的な設定は、主にスティーブン・キングの小説『ダーク・タワー』シリーズからインスピレーションを得ている。また、イザベラの自己破壊的で気難しい姿勢は『ダーク・タワー』の主人公ローランド・デスチェインや日本のアニメ『カウボーイビバップ』の主人公スパイク・スピーゲルの影響がある。さらに、ゲームシステム部分に関して、クエンティン・タランティーノ監督の映画『ジャンゴ 繋がれざる者』からはリボルバーの銃撃に反応する敵のダイナミックな効果を、セルジオ・レオーネ監督の映画『夕陽のガンマン』『ウエスタン』からは台詞や撮影技術を参考にしている。一方で、イザベラの設定は、サム・ライミ監督の映画『クイック&デッド』でシャロン・ストーンが演じる主人公のガンファイターを彷彿とさせるが、これは偶然で、オムは、後に映画を鑑賞した際に、映画の主人公とイザベラの容姿、状況や性格的特徴が似ていることに驚いたという。